# Andrés Hurtado de Mendoza
Andrés Hurtado de Mendoza, terzo marchese di Cañete (Cañete, 1500 circa – Lima, 30 marzo 1561), fu un ufficiale militare spagnolo e, dal 29 giugno 1556 fino alla morte giunta il 30 marzo 1561, quinto viceré del Perù.

## Origini e carriera militare
Andrés Hurtado de Mendoza nacque in una famiglia nobile spagnola di alto rango. Era un discendente di Juan Hurtado de Mendoza, signore di Mendívil, guarda mayor di Cuenca e montero mayor del re. Hurtado fu governatore di Cuenca ed era a capo del gruppo di caccia reale di Castiglia, ereditando i titoli dal padre. Fu anche ufficiale militare, operando a Granada, in Francia e nelle Fiandre. Accompagnò l'imperatore, Carlo V, in Germania e nelle Fiandre.
Dopo essere stato nominato viceré del Perù nel 1556, arrivo a Panama, a quel tempo parte del vicereame del Perù. Qui prolungò la permanenza per affrontare una ribellione di schiavi neri fuggitivi. Incaricò Pedro de Ursúa di soffocare la rivolta.

## Viceré del Peru'
Arrivò a Lima il 29 giugno 1556, trovando una colonia che si stava ancora riprendendo dalle ribellioni di Sebastian del Castillo, Godinez, e Giron. L'Udienza aveva governato per quattro anni con il suo presidente, Melchor Bravo de Saravia, che aveva ricoperto ad interim la carica di viceré. I giudici dell'Udienza avevano conflitti tra loro, e si dimostravano arroganti nei confronti del nuovo viceré. Hurtado chiese immediatamente al re di rimuovere il più offensivo. Nella colonia gli insorti erano restii, mentre i leali al re erano agitati per le grandi ricompense. C'erano ancora alcuni focolai di resistenza Inca. Di fronte a queste turbolenze Hurtado usò misure dispotiche, giustiziando molti ex-ribelli e bandendo molti di coloro che si dichiaravano scontenti del governo.
Tra le altre misure di sicurezza introdotte ci furono la creazione di una guardia permanente a Lima, e la costruzione di nuove galee per il controllo della costa.
Fondò il Collegio di San Juan de la Penitencia a Lima per le povere ragazze Mestizo, ed un altro a Trujillo. Finanziò anche la recente Università di Lima. Fondò l'Ospedale di San Andrés, anch'esso a Lima, e fece in modo di spostarvi le mummie degli Inca Viracocha Inca, Yupanqui e Huayna Cápac. Nel 1558 fondò la città di Cuenca, nei pressi dell'ex residenza reale inca di Tomebampa (Ecuador). In Cile fondò le città di Mendoza e Osorno (1559), e l'Udienza di Chuquisaca.
Sempre nel 1558 organizzò numerose spedizioni che avrebbero dovuto fungere, tra l'altro, da forze punitive contro bande di avventurieri. Affidò la pacificazione dell'Amazzonia al fedele seguace Pedro de Ursúa, e la conquista dei Chiriguanos e delle pianure di Condorillo ad Andrés Manso.
Nominò il figlio García Hurtado de Mendoza, ventiduenne al tempo, governatore del Cile. Nel 1557 il portoghese Enrique Garcés scoprì il mercurio minerale a Huencavélica, utile per l'estrazione dell'argento.

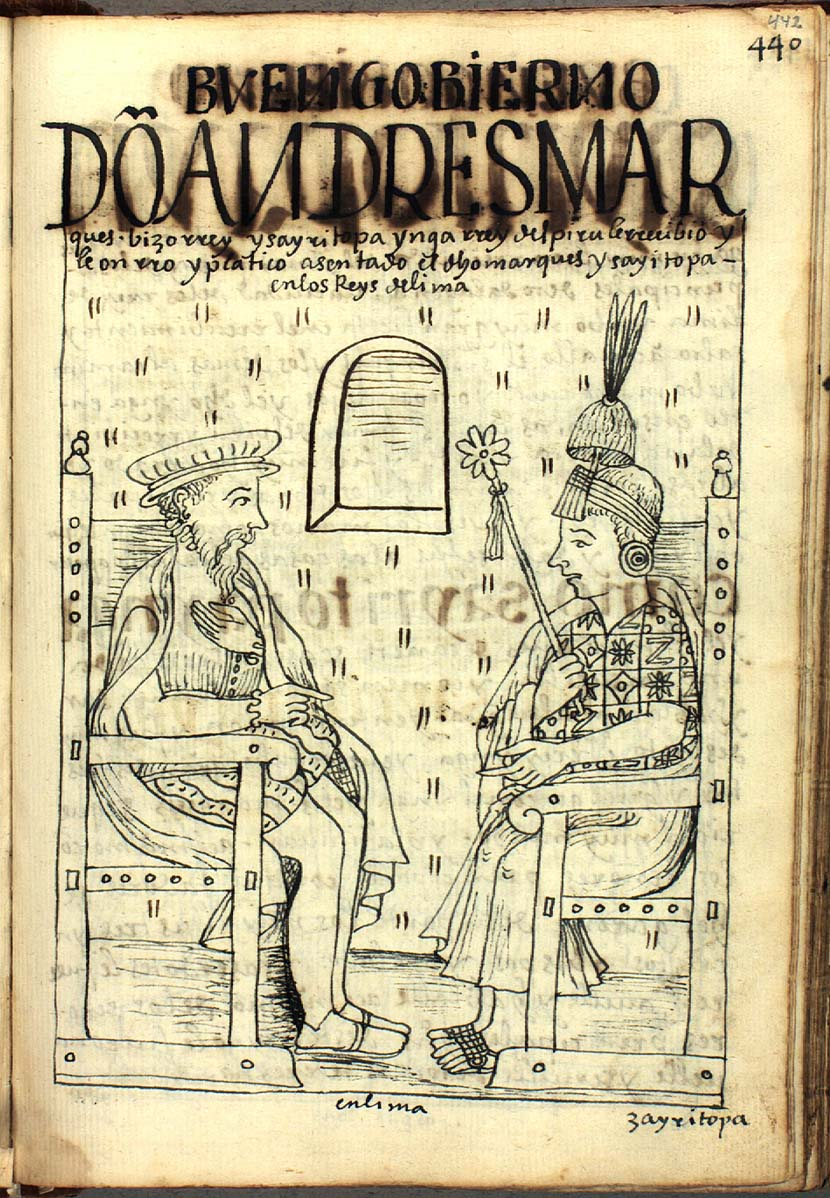
Il viceré Don Andrés Hurtado de Mendoza riceve Sayri Tupac Inca, re del Perù, e gli rende gli onori a Lima

## Relazioni con gli indigeni
Nel 1558 ristabilì la giurisdizione locale dei capi nativi. Il 5 gennaio 1560 si incontrò con l'ultimo nipote di Huayna Capac, Sayri Tupac Inca a Lima. Sayri Tupac rinunciò all'Impero Inca e accettò il battesimo, prendendo il nome di Diego. In cambio, ricevette il titolo di Principe di Yucay e una ricca ricompensa.
Hurtado vietò la vendita di alcolici agli indigeni.

## Il richiamo
Nel frattempo, le continue proteste riguardo l'arbitrarietà e la crudeltà del governo di Hurtado, provenienti soprattutto da coloro che erano stati esiliati, convinsero re Filippo II a rimuoverlo dall'incarico. Tra le altre accuse rivolte ad Hurtado vi era la mancanza di controllo dell'economia, e la garrotazione del capitano Robles nel suo letto. Al suo posto venne nominato Diego López de Zúñiga y Velasco. López arrivò a Paita nel gennaio del 1561. Le sue comunicazioni con Hurtado precedenti all'arrivo dimostravano la mancanza di rispetto.
Hurtado si ammalò e morì prima che López arrivasse nella capitale. Fu sepolto nella cattedrale di Cuenca, in Spagna.